# Podarcis lilfordi fenni
Podarcis lilfordi fenni és una subespècie de la sargantana gimnèsia que habita l'illa des Porros, a l'extrem Nord de Menorca. Les seves dimensions són més reduïdes que en altres subespècies. Presenta el dors de color verd, amb taques negres o blaves. El cap, els costats i les extremitats són de color marró, mentre que la cua presenta una tonalitat més clara. El ventre és de color roig, amb taques laterals violeta. El nombre d'escates és elevat.
Aquesta supespècie assoleix densitats de població molt elevades al seu illot d'origen: fins a 12.000 exemplars per hectàrea. Es tracta de al densitat més elevada documentada en rèptils en tot el món. Presenten una dieta omnívora, alimentant-se de petits invertebrats i matèria vegetal. El pol·len i el nèctar del fonoll marí constitueixen una part important de la seva dieta durant l'època de floració d'aquesta planta. Els seus depredadors més importants són el xoriguer comú i el gavià de potes grogues.